# Anthotium
Anthotium is een geslacht van bedektzadigen uit de familie Goodeniaceae. De soorten komen voor in het zuidwesten van West-Australië.

## Soorten
- Anthotium humile R.Br.
- Anthotium junciforme (de Vriese) D.A.Morrison
- Anthotium odontophyllum L.W.Sage
- Anthotium rubriflorum F.Muell. ex Benth.